# ميغومي كاندا
ميغومي كاندا (باليابانية: 神田めぐみ؛ 9 نوفمبر 1975)، هي موسيقارية، تعزف الترومبون.

## النشأة
بدأت ميغومي العزف على الترومبون في سن العاشرة في طوكيو باليابان، ودخلت إلى مدرسة طوهو غاكوين للموسيقى، حيث فازت بالجائزة الأولى في مسابقة وطنية يابانية. بعد المدرسة الثانوية، انتقلت إلى الولايات المتحدة وحصلت على بكالوريوس في الموسيقى من معهد كليفلاند للموسيقى حيث درست مع جيمس ديسانو، الترومبون الرئيسي لأوركسترا كليفلاند. تم تعيينها لأول مرة كمحترفة ترومبون محترف من قبل أوركسترا ألباني السيمفونية في عام 1997، ثم عملت لروشستر فيلهارمونيك. من 2004 إلى 2008، عملت في مجلس إدارة جمعية الترومبون الدولية.

## المشوار
تعتبر ميغومي حاليا عازفة الترومبون الرئيسية مع أوركسترا ميلواكي السيمفونية في ميلواكي، ويسكونسن، وهو المنصب الذي فازت به في عام 2002 (من أصل 76 من المتقدمين لهذا المنصب، سبعة منهم فقط من الإناث).
ميغومي كاندا هي فنانة وطبيبة سريرية يعمل في «غرينهو ترومبونز»، وهي شركة أسسها زميلها (المتقاعد) في أوركسترا ميلواكي السيمفونية، غاري غرينهو.

## حياتها الشخصية
كاندا متزوجة من ديتريك هيمان، ولديها ثلاثة أطفال.